# 산세바스티안 국제 영화제

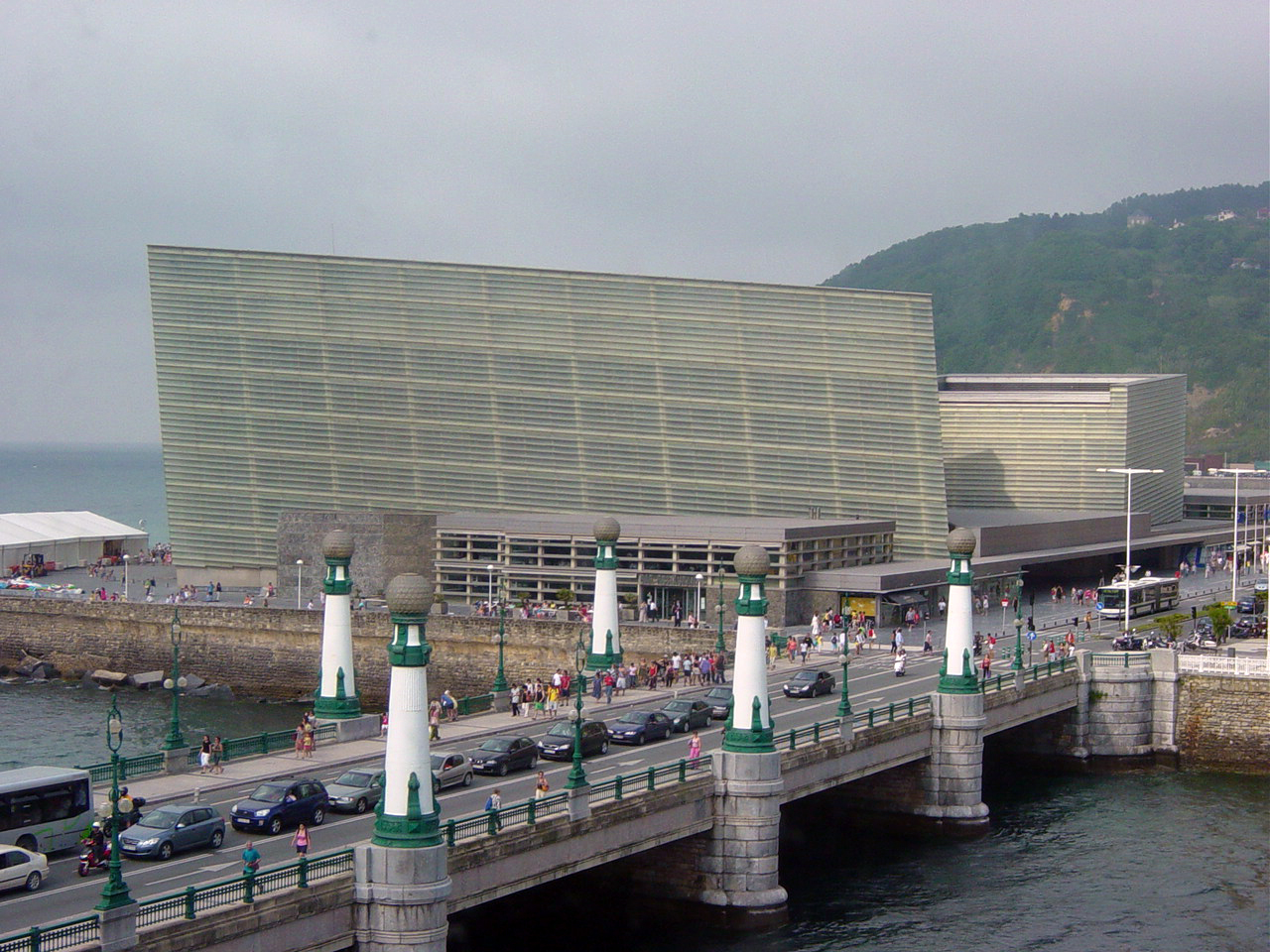

산세바스티안 국제영화제(San Sebastián International Film Festival)는 스페인 북부 바스크 주의 산세바스티안에서 매년 9월에 개최되는 영화제이다. 1953년 시작되어 1957년에 국제 영화 제작자 연맹 공인 국제 영화제가 되었다.